# 公民党 (香港)
公民党（こうみんとう）は、2006年3月19日に結成された香港の政党。2頭体制を敷いており、党主席（Chairman）は梁家傑、党首（Leader、黨魁）は楊岳橋（Alvin Yeung）立法会議員・弁護士である。
結成には、香港特別行政区基本法45条の趣旨（香港における完全な普通選挙の実現）を実現することを目標とする「45条関注組」が中心的な役割を果たした。「45条関注組」に所属する議員は2005年に香港特別行政区政府が提出した部分的民主化案に反対し、全面的な民主化（普通選挙の完全実施）を要求している。そのため、公民党も同様の主張を掲げる。具体的には、行政長官の普通選挙による選出や、立法会の全議席を普通選挙で選出することである。
ただし、公民党は将来的に、香港特別行政区政府に参画する与党になることも、目標に掲げている。そのため、1989年6月4日におきた六四天安門事件の再評価要求など、香港とは直接の関係がない問題への言及を避け、中国政府を不要に刺激することを避けている。
2007年3月の行政長官選挙に向けて、梁家傑立法会議員を擁立した。2006年12月10日の選挙委員会（選挙人）選挙の結果、134名の推薦が得られる見通しとなり、正式に立候補する見通しが立った。

## 立法会議員
| 界別     | 選挙区       | 氏名   | 2004-2008 | 2008-2012 | 2012-2016 | 2016-2020 | 備註                                                                        |
| -------- | ------------ | ------ | --------- | --------- | --------- | --------- | --------------------------------------------------------------------------- |
| 直接選挙 | 香港島       | 余若薇 |           |           |           |           |                                                                             |
| 直接選挙 | 香港島       | 陳淑莊 |           |           |           |           | 2010年1月に付き辞任しながら同年5月の補欠選挙で再選。2020年9月29日に付き離党 |
| 直接選挙 | 香港島       | 陳家洛 |           |           |           |           |                                                                             |
| 直接選挙 | 九龍東       | 梁家傑 |           |           |           |           | 2010年1月に付き辞任しながら同年5月の補欠選挙で再選                          |
| 直接選挙 | 九龍東       | 譚文豪 |           |           |           |           |                                                                             |
| 直接選挙 | 新界東       | 湯家驊 |           |           | →         |           | 2015年6月22日に付き離党。10月1日に付き辞任                                  |
| 直接選挙 | 新界東       | 楊岳橋 |           |           |           |           | 2016年2月28日には補欠選挙で当選                                             |
| 直接選挙 | 九龍西       | 毛孟靜 |           |           |           | →         | 2016年11月14日に付き離党                                                    |
| 直接選挙 | 新界西       | 郭家麒 |           |           |           |           |                                                                             |
| 職能別   | 会計業界     | 譚香文 |           |           |           |           | 2009年6月7日に付き離党                                                      |
| 職能別   | 法律業界     | 吳靄儀 |           |           |           |           |                                                                             |
| 職能別   | 法律業界     | 郭榮鏗 |           |           |           |           |                                                                             |
| 職能別   | 社会福祉業界 | 張超雄 |           |           |           |           | 2010年11月3日に付き離党                                                     |
| 議席     | 議席         | 議席   | 6         | 5→3→5     | 6→5→6     | 6→5       |                                                                             |

## 2019年の区議会選挙
2019年の区議会選挙では、公民党が推薦する36名候補者のうち、32人が当選した。
南昌北選挙区で当選したアンディ・ラウ(劉 家衡)は、ネットで親中派に攻撃された。 虚偽報道と画像を利用し、「有名な援交女」「AV天使」と誹謗中傷を受けた。 アンディ・ラウは「民主派にとして、親中派から顔に泥を塗られるが予想できました。但し、性別まではっきりさせるのは予想外です。」とフェイクニュースに反応した。